# Yanshan, Guilin
Yanshan är ett stadsdistrikt i Guilin i den autonoma regionen Guangxi i sydligaste Kina.